# Grube Gonderbach
Die Grube Gonderbach (früher Friedrichshoffnung) war ein Erzbergwerk bei Fischelbach, einem Stadtteil von Bad Laasphe im Kreis Siegen-Wittgenstein. Die Grube lag im Tal des Gonderbachs zwischen Fischelbach und Sohl. Häufigstes Erz war Bleiglanz (Galenit), wichtiges Fördererz war daneben über etwa ein Jahrzehnt "dunkles Rotgültigerz" (Pyrargyrit) mit ca. 60 % Silber. Daneben kamen gediegen Silber, Chalkopyrit (Kupferkies), Fahlerz, Sphalerit (Zinkblende), Pyrit (Schwefelkies) sowie Polybasit als Erzminerale vor, Gangarten waren Baryt (Schwerspat), Quarz und Karbonate.

## Geschichte

Die Grube etwa um 1910

Wann im Gonderbachtal erstmals Bergbau betrieben wurde, ist unbekannt. 1365 sind erste Einkünfte verbucht. Zu Ende des 14. Jahrhunderts überwogen die Ausgaben die Einkünfte. 1599 werden Kosten vor unslit 21 albus genannt. Die Nennung von unslit (Kerzen) ist ein erster Hinweis auf Untertagebau. 1619 ist erstmals der Name Friedrichshoffnung belegt. Gegen Ende des 17. Jahrhunderts begann auf Gonderbach die erste Blütezeit.
Eigentümer der Grube waren die Fürsten von Sayn-Wittgenstein. Nach einer Betriebspause und einigen Stollenbauten wurde der Bergbau 1850 wieder aufgenommen, 1854 begann der Tiefbau, zehn Jahre später wurde der 100 m tiefe Alexanderschacht abgeteuft und mit einer Dampfmaschine ausgerüstet. Im gleichen Jahr konnte durch den Verkauf von Silbererz 27.000 Reichstaler Gewinn erzielt werden. Während 1862 noch 38 Leute auf der Grube Arbeit fanden, waren es sechs Jahre später bereits 78. Die Belegschaft 1862 teilte sich auf in einen Steiger, 22 Bergleute und 15 Aufbereitungsarbeiter. 1862 wurden 70 t Bleierz und 223 kg Rotgültigerz gefördert, 1863 stieg die Förderung auf 190 t an, sank 1866 auf 149 t ab und stieg ein Jahr später wieder auf 193 t Bleierz. Doch bereits 1871 musste der maschinelle Betrieb wegen Steinkohlenmangels eingestellt werden. Die Förderung bis zur Einstellung betrug 1958 t Bleierz, 29 t Rotgültigerz und 1,6 t Silbererz im Wert von 450.000 Mark. Zwischen 1873 und 1877 fanden Untersuchungsarbeiten auf der Grube statt und der Abbau wurde ganz eingestellt.
1891 betrug die Förderung:
- 2.011 t Bleiglanz
- 56,6 t kupfer- oder bleihaltige Fahlerze
- 42,5 t Rotgültig- oder Fahlerz
- 34 t Glasurerz
- 785 kg Kupfererz
- 42 kg gediegenes Silber
- 406 wertvolle Rotgültig-Bleierzkristalle

1906 wurde das hölzerne Wasserrad durch ein neues, eisernes ersetzt. Ein Jahr später wurden die Gebäude um den Schacht abgerissen, der Abbau konzentrierte sich nun mehr auf Stollenebene. 1909 wurde der Tiefe Stollen für eine Grubenbahn ausgebaut. Ab demselben Jahr wurden die Hesselbacher Gruben Alexanderhoffnung, Morgenstern und Berghäuschen mitverwaltet. Zwischen 1907 und 1925 wurden 2.319 t Bleierz gefördert. 1931 wurde die Förderung eingestellt, 1936 bemühte sich die Otavi Minen- und Eisenbahn-Gesellschaft um den Betrieb der Grube. 1938 arbeiteten bereits 45 Bergleute auf Gonderbach, nur ein Jahr später wurde die Grube aber als letzte Erzgrube im Wittgensteiner Land komplett geschlossen.

## Heutige Nutzung
Seit etwa Anfang der 1970er Jahre wurde der Tiefe Stollen zur Wassergewinnung ausgebaut. 2016 wurde er zur Trinkwassergewinnung in Kombination mit dem Ludwigstollen durch den Wasserverband Siegen-Wittgenstein renoviert. Der Stollen versorgt die Orte Fischelbach, Hesselbach und Breidenbach mit Trinkwasser.

## Stollen und Schächte

### Stollen
- Pariser Stollen: angehauen im 18. Jahrhundert, Länge: 130 m
- Tiefer Stollen: angehauen 1820, Länge: über 500 m
- Amalia Stollen: angehauen um 1830, Länge: 200 m
- Ludwigstollen: angehauen 1909, genutzt bis 1918, Länge: 2335 m
- Benjamin – Stollen: Länge: ca. 100 m
- Stollen "Alter Mann": aufgegeben vor 1850, Länge unbekannt
- Alter Stollen: Länge unbekannt
- Stollen 13: Länge: ca. 100 m
- Stollen der Grube Alexandershoffung (im Feld Gonderbach): ca. 250 m
- Erbstollen (im Talgrund): ca. 50 m

### Schächte
- Alter Schacht: Teufe ca. 15 m
- Alter Kunstschacht: Teufe: 36 m
- Alexanderschacht (Maschinenschacht): Teufe: 80 m
- Wetterschacht Burbachtal: Teufe: 70 m
- Benjamin – Schacht: Teufe unbekannt